# Mario Vekić
Mario Vekić (Osijek, Yugoslavia, 27 de diciembre de 1982) es un deportista croata que compitió en remo. Ganó tres medallas en el Campeonato Europeo de Remo entre los años 2007 y 2011.

## Palmarés internacional
| Campeonato Europeo | Campeonato Europeo  | Campeonato Europeo | Campeonato Europeo |
| Año                | Lugar               | Medalla            | Prueba             |
| ------------------ | ------------------- | ------------------ | ------------------ |
| 2007               | Poznań (Polonia)    | Medalla de plata   | Doble scull        |
| 2009               | Brest (Bielorrusia) | Medalla de bronce  | Scull individual   |
| 2011               | Plovdiv (Bulgaria)  | Medalla de bronce  | Scull individual   |